# كوكشيتو
كوكشيتو، هي مدينة تقع في شمال كازاخستان والعاصمة الإدارية لأوبليس أكمولا. بلغ عدد سكانها 140867 في 2014.

## جغرافية المدينة
تبعد كوكشيتو 275 كلم عن العاصمة أستانا.

## صور

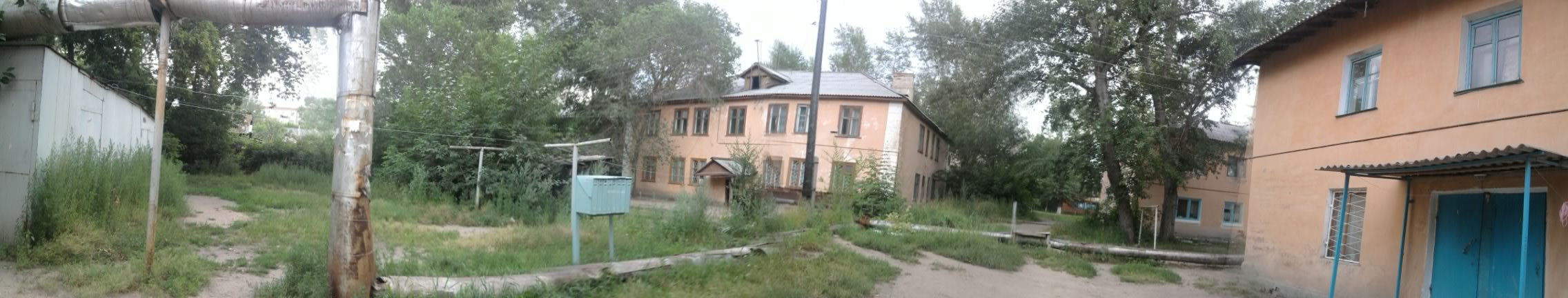
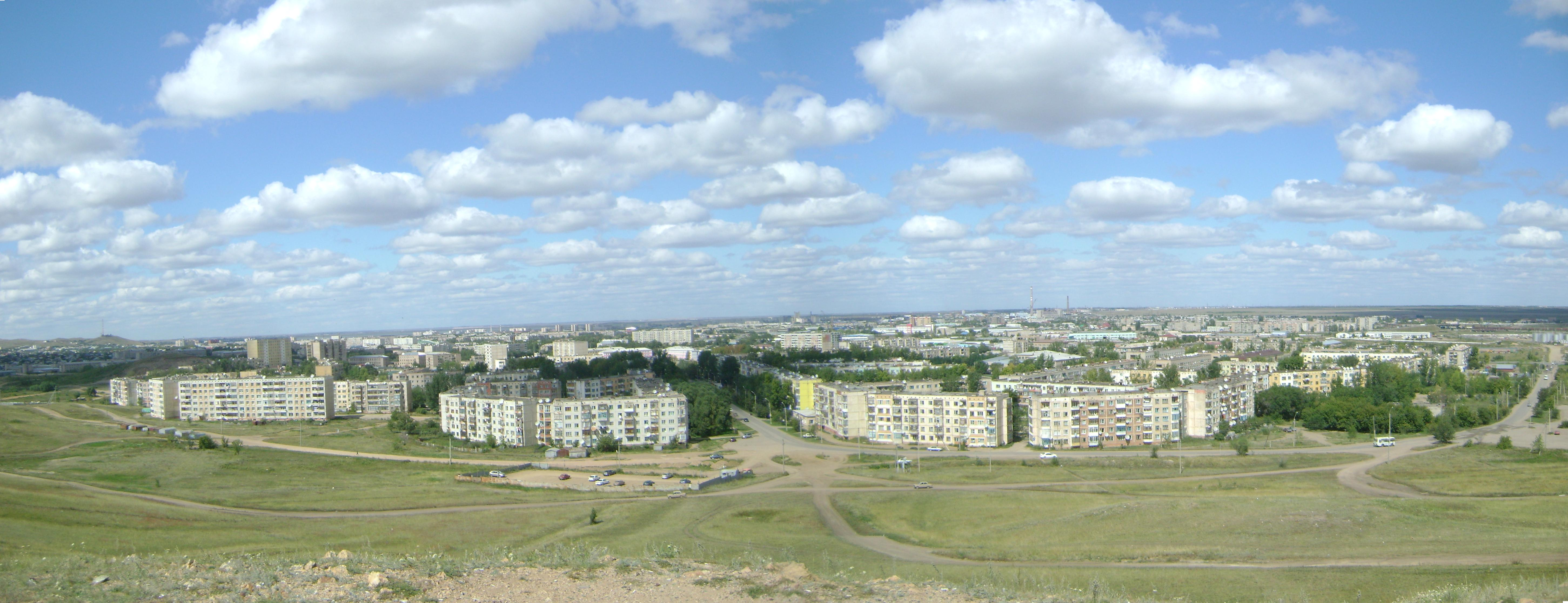

## سكان المدينة
| 1959* | 1970* | 1979*  | 1989*  | 1999*  | 2009*  | 2014*  |
| ----- | ----- | ------ | ------ | ------ | ------ | ------ |
| 52909 | 80564 | 103162 | 136757 | 123389 | 135106 | 140867 |

## توأمة
لكوكشيتو اتفاقيات توأمة مع كل من:
- تشيركيسك
- وكيشا

## أعلام
- بختيار أرتاييف
- يفغيني جيديتش